# 메틸설포닐메테인
메틸설포닐메테인(영어: Methylsulfonylmethane, MSM)은 유기 황 화합물이다. 화학식으로 (CH3)2SO2로 나타낸다.